# 염문경
염문경(1989년 2월 1일~ )은 대한민국 여자 영화배우이자 방송작가, 연극배우이다. 연세대학교 신문방송학과를 졸업하였다.
염문경은 1989년 2월 1일 대한민국 대구광역시에서 태어났다. 2012년 연극 배우로 연기 활동을 시작해 안시성 , 박열등 여러 작품을 참여하였고, 현재 자이언트 팽TV의 메인 작가로 활동하고 있다.

## 출연작

### 드라마
- 2018년 KBS joy 《얼큰한 여자들》
- 2019년 EBS1 《자이언트 펭TV》 - 메인 작가 역

## 영화
- 2015년 영화 《실론, 세렌디피디》 - 문경 역
- 2015년 영화 《밤에 활동하는 동물 공략법》 - 젊은녀 역
- 2016년 영화 《미씽: 사라진 여자》 - 여자 승무원 역
- 2017년 영화 《박열》 - 간호사 역
- 2017년 영화 《안시성》 - 백하부대 역
- 2018년 영화 《나이팅게일 》
- 2018년 영화 《시계》 - 윤락녀 역
- 2018년 영화 《도어락》 - 직원2 역
- 2019년 영화 《악질경찰》 -반도체 여직원/기자1 역
- 2020년 영화 《백야》 - 각본/감독, 지혜 역
- 2020년 영화 《더 씨엠알》
- 2021년 영화 《메이드 인 루프탑》 - 각본, 정연 역
- 2021년 영화 《바람의 아이》

## 학력
- 창덕여자고등학교 (졸업)
- 연세대학교 신문방송학과 (졸업)
- 캘리포니아 대학교 버클리 공연예술학과 (졸업)